# Castillo Schoenaich

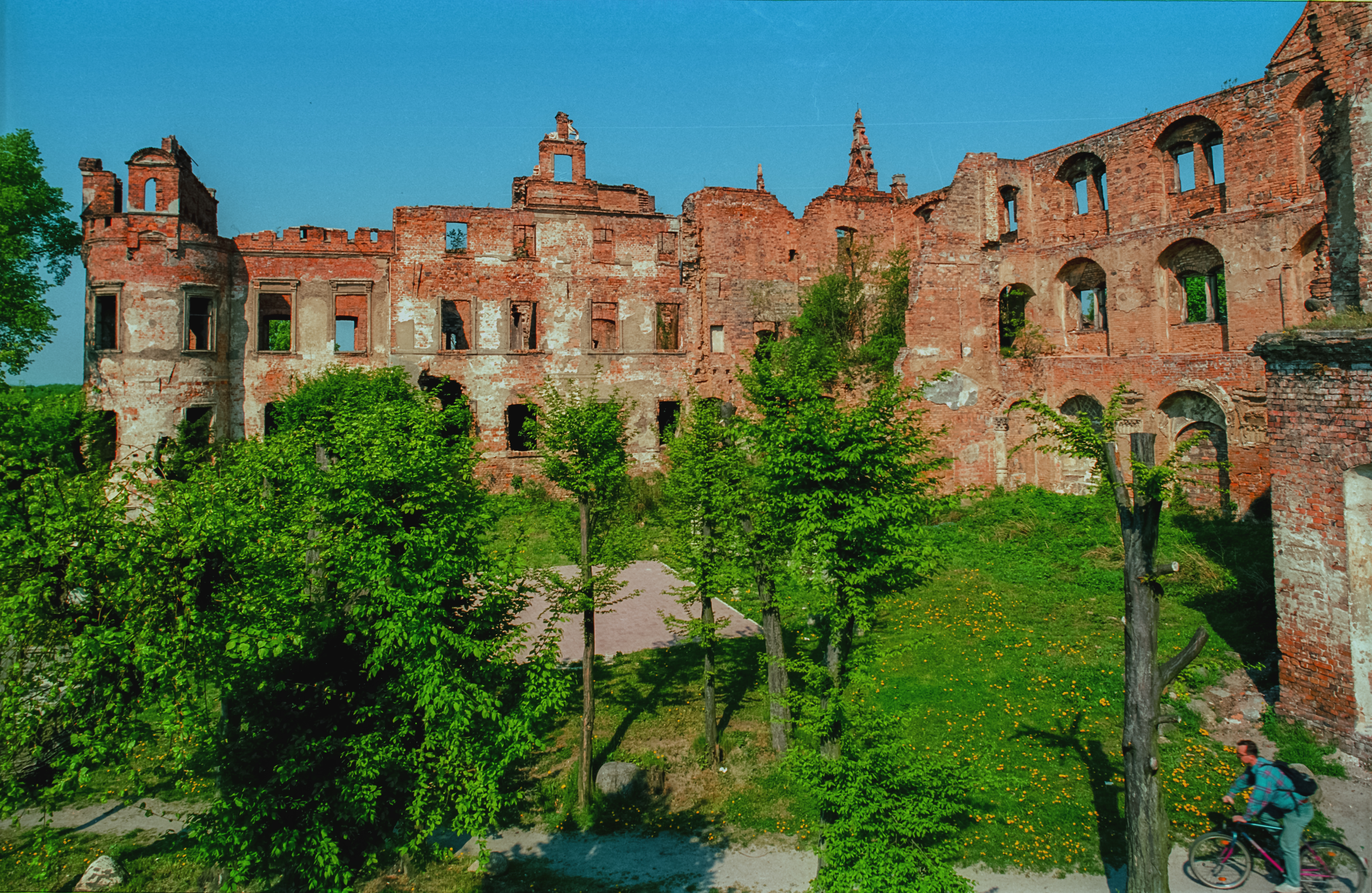
Ruinas del castillo Schoenaich.

El castillo Schoenaich (o castillo Schonaich-Carolath-Beuthen) es un castillo que se encuentra próximo al poblado de Siedlisko en la Baja Silesia en Polonia. El castillo fue residencia de la familia real de Schonaich-Carolath-Beuthen y castillo de los príncipes de Schonaich-Carolath y príncipes de Carolath-Beuthen. El edificio es considerado uno de los castillos de estilo renacentista más importantes de Silesia.
El castillo fue construido entre 1597 y 1618, en el emplazamiento de un pabellón de caza. Posteriormente fue reconstruido en varias oportunidades, sufriendo cambios estilísticos en su transformación a residencia de la familia real. Después de la Segunda Guerra Mundial, el castillo fue saqueado y quemado por soldados del Ejército Rojo.

## Construcción

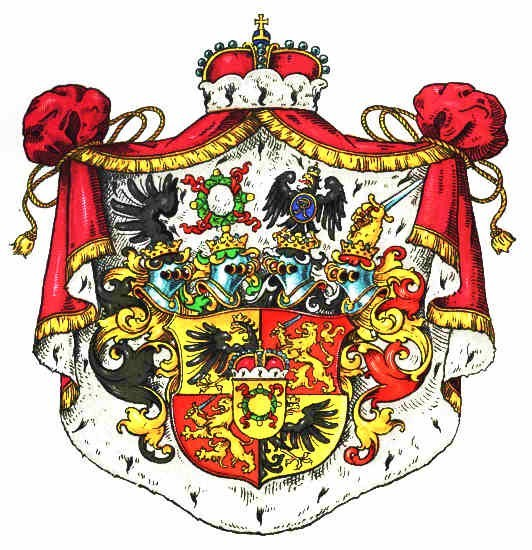
Escudo de la familia Schonaich-Carolath-Beuthen.

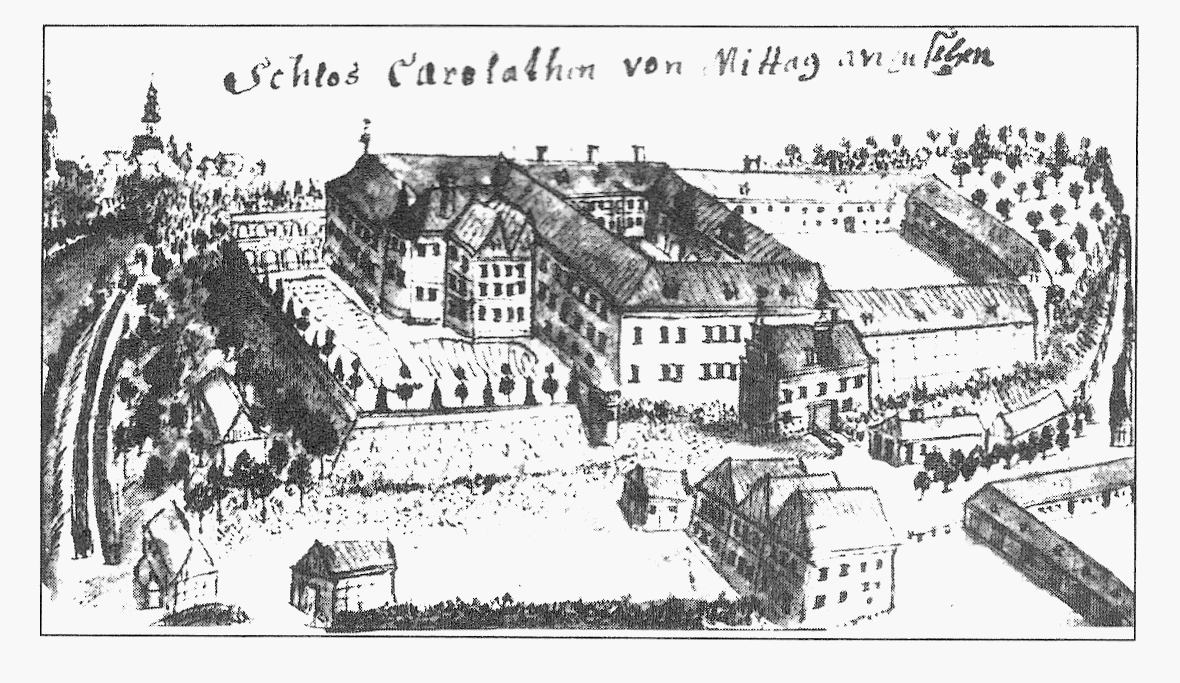
Grabado del castillo Schoenaich en los siglos y.

El castillo se encuentra ubicado en la cima de una barranca sobre el río Oder. El castillo real fue construido en dos etapas entre 1597 y 1618. El sector más antiguo del castillo se extiende de norte a sur y tiene dos pisos.
En el siglo XVI Franz von Rechenberg lo rehízo reemplazando la construcción original del castillo que era de madera por piedra.
Desde 1560 el castillo y las tierras asociadas pertenecieron a la familia Schoenaich. De esta forma el castillo se convirtió en el centro del Principado establecido en el siglo XVIII, siendo la residencia de los  príncipes Schonaich-Carolath-Beuthen.
Fabian de Schoenaich amplió el castillo. En 1597 el castillo fue seriamente dañado por un rayo, por lo que George de Schoenaich lo mandó reconstruir. En 1618 se construyó una capilla. Se crearon dos patios dentro del recinto.  Una escuela de equitación, una cervecería, el edificio de la comisión judicial, el teatro y los establos se agruparon en torno a una segunda granja en el siglo XIX.

## Historia moderna

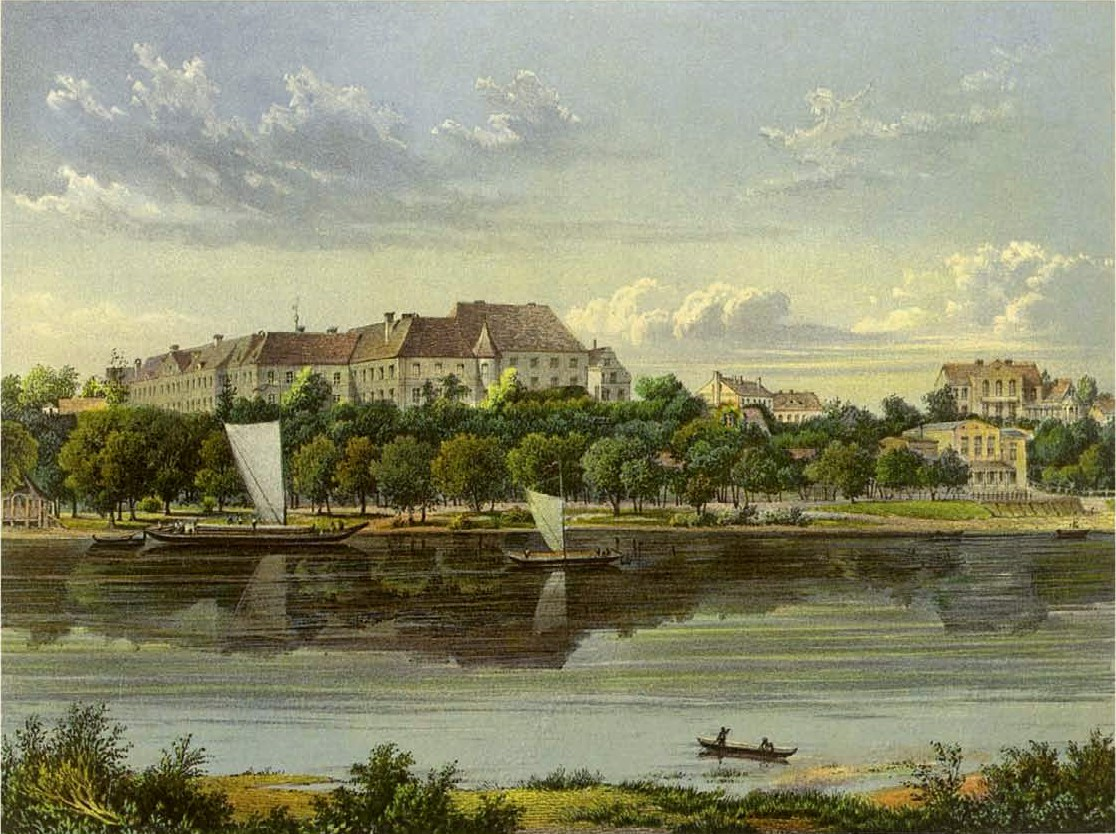
Castillo de la familia real de Schonaich-Carolath-Beuthen.

Durante la Primera Guerra Mundial ni la ciudad ni el castillo sufrieron daños. El castillo fue administrado por el familiar más cercano e influyente de la familia real -  Karl Ludwig Conde de Luxburg Príncipe de Carolath-Beuthen y príncipe de Schonaich-Carolath. Entre los años 1930 – 1939 toda la colección del castillo fue escondida para evitar que fuera saqueada durante una posible la ocupación nazi.
Durante la Segunda Guerra Mundial no fue sino hasta 1944 que en Bytom/Beuthen se comenzaron a observar el paso de aviones aliados. La población fue obligada por los nazis a construir fortificaciones en la orilla derecha del río Oder en inmediaciones de unas canteras. El castillo se usó como cuartel general y barracas del ejército alemán. A mediados de enero de 1945, la población fue evacuada y la ciudad se convirtió en un centro de la resistencia aliada. El 13 de febrero de 1945, el pueblo fue invadido por las tropas soviéticas. Durante los combates el puente sobre el río Oder, partes del castillo y muchos edificios de viviendas fueron destruidos. A finales de 1945 el castillo fue totalmente destruido y quemado.
El castillo fue destruido por completo por un incendio desencadenado por el Ejército Rojo a finales de 1945. Desde fines de la Guerra, Karl Graf von Luxburg, Conde de Luxburg príncipe de Carolath-Beuthen y príncipe de Schonaich-Carolath, empezó a estrechar relaciones con sus familiares sobrevivientes en Europa para reconstruir el castillo y exhibirlo como era en su época de oro. Entre 1946 y 1952 se realizaron diversas gestiones con el Gobierno Comunista Polaco y representantes del gobierno Soviético para reconstruir el castillo y crear un museo de la familia real Schonaich Carolath Beuthen. Todas las propuestas fueron rechazadas por los gobiernos comunistas, por razones políticas, y por ello Karl Graf von Luxburg se concentró en construir un museo en el castillo de Asach en Alemania Federal. Sin embargo durante la década de 1960 se llevó a cabo la limpieza de las ruinas del castillo, los restos de la capilla fueron finalmente desarmados y restaurados junto con la puerta de entrada hacia 1960.

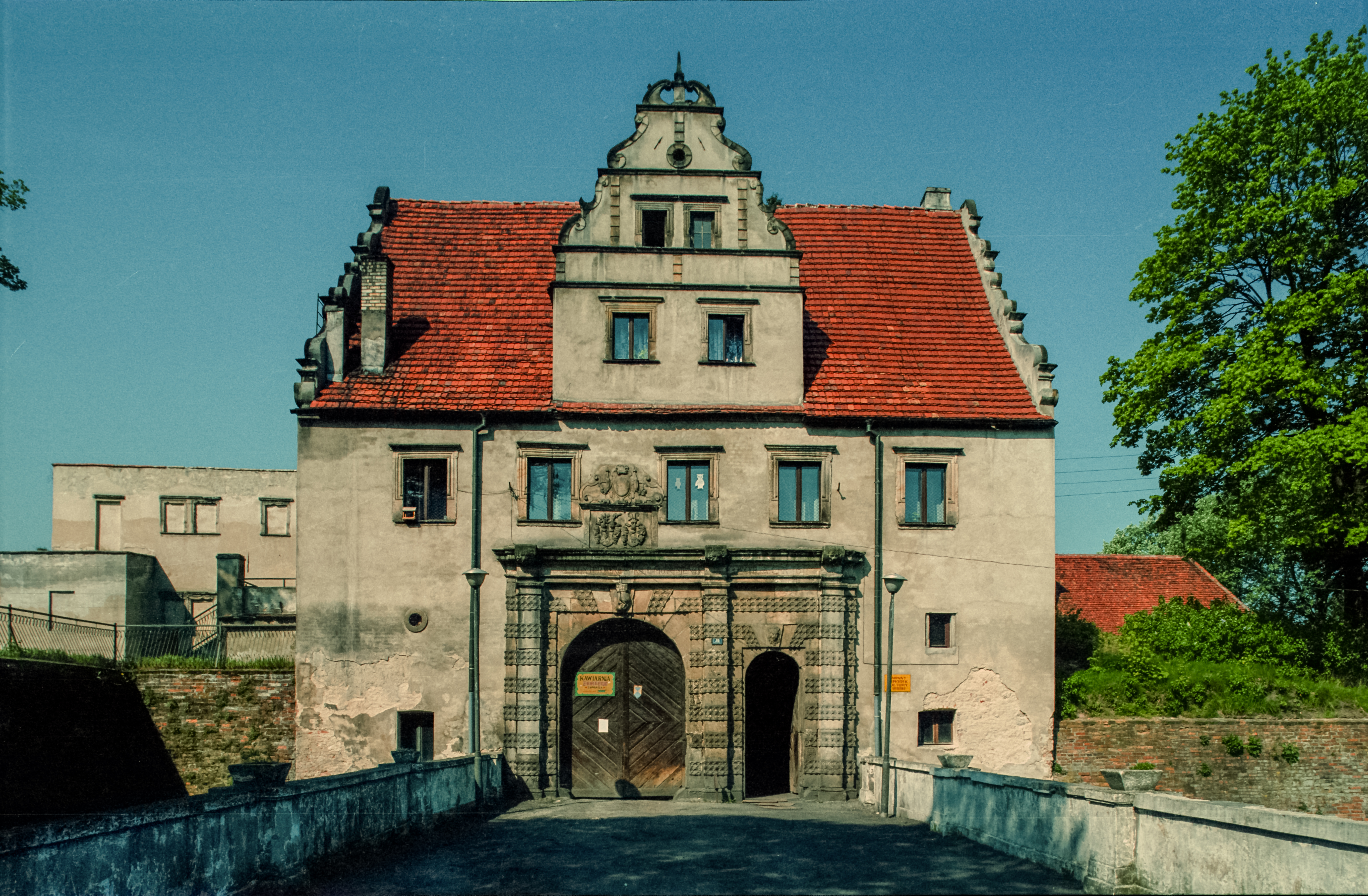
Entrada al castillo con la capilla restaurada, 1960.